# دنيس ليمكه
دنيس ليمكه (بالألمانية: Dennis Lemke)‏ هو لاعب كرة قدم ألماني في مركز الهجوم، ولد في 8 مارس 1989 في برلين في ألمانيا. لعب مع آر كي سي فالفيك وآينتراخت براونشفايغ وكارل زايس يينا ونادي هرتا برلين ونادي هسن كاسل.

## وصلات خارجية
- دنيس ليمكه على موقع قاعدة بيانات كرة القدم.إي يو (الإنجليزية)
- دنيس ليمكه على موقع بيانات كرة القدم. دي إي (الألمانية)
- دنيس ليمكه على موقع Soccerway.com (الإنجليزية)
- دنيس ليمكه على موقع عالم كرة القدم.نت (الإنجليزية)